# Alfonso Fernández Coronel
Alfonso Fernández Coronel (¿?-Aguilar de la Frontera, Córdoba, 2 de febrero de 1353) fue señor de Montalbán, Capilla, Burguillos (Badajoz) y Bolaños de Campos, y alguacil mayor de Sevilla, sucediendo a su suegro en el cargo. Al extinguirse la rama de la Casa de Aguilar, optó a la sucesión junto a Bernardo II de Cabrera, ambos parientes del último titular. Era hijo de Juan Fernández Coronel, hermano de María Alonso Coronel, y de Sancha González.

## Vida

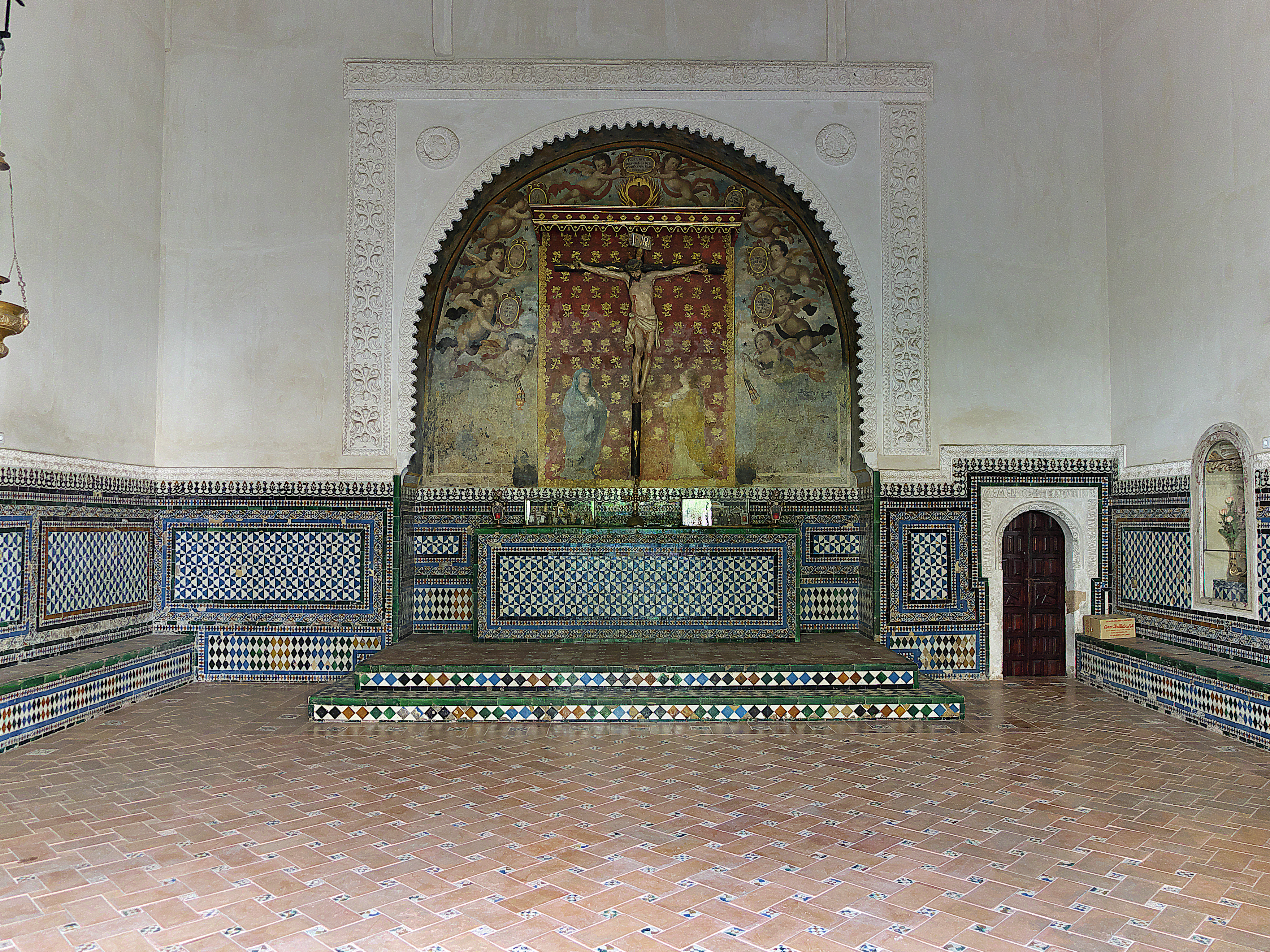
Convento de Santa Inés (Sevilla). Capilla de Alfonso Fernández de Coronel

Además del favor de Alfonso XI logró el de su favorita, Leonor de Guzmán, obteniendo el señorío de Medina Sidonia en Cádiz. Destacó en la defensa del monarca contra la Orden de Alcántara derrotando a su maestre, Gonzalo Martínez de Oviedo, y ordenando que fuese degollado y quemado en 1340.
A la muerte de Alfonso XI su único hijo legítimo le sucede. Sube al trono Pedro I (1350) con tan solo dieciséis años. Su madre, la ofendida reina María de Portugal, se venga de la favorita Leonor de Guzmán mandando prenderla, y tras un largo cautiverio, asesinarla en 1351.
Coronel había sido miembro cercano del bando de Leonor de Guzmán, por lo que temiendo represalias también contra él, se hace fuerte en la villa de Aguilar de la Frontera contra el rey Pedro y su valido Juan Alfonso de Albuquerque. Se da la circunstancia de que la villa de Aguilar había sido recientemente otorgada a Alfonso por el propio Pedro I en muestra de reconciliación, por lo que el rey decidió darle un escarmiento ejemplar. Alfonso Fernández Coronel encabeza la rebelión junto a su yerno Juan de la Cerda. Las tropas reales conquistan las plazas de Burguillos (Burguillos del Cerro, Badajoz) y Montalbán (La Puebla de Montalbán), y tras un largo asedio en febrero de 1353 tomaron el castillo de Aguilar, ordenando el rey la muerte de Fernández Coronel, que muere degollado y quemado a la misma hora y día, pero trece años después, como había ordenado él con el Maestre de Alcántara. Antes de ser ejecutado, pronunció la legendaria frase: Don Juan Alfonso, esta es Castilla, que face a los omes e los gasta (Don Juan Alfonso, esta es Castilla, que hace a los hombres y los gasta). Recibió sepultura en el monasterio de Santa Clara de Guadalajara fundado por su bisabuela María Fernández Coronel. 
Aunque se dice que el señorío de Aguilar fue entregado entonces al otro candidato, Bernardo II de Cabrera, parece que quedó como realengo.

## Descendencia
Alfonso estaba casado con Elvira Alfonso de Biedma, señora de Torija, hija de Alfonso Fernández de Biedma, alguacil mayor de Sevilla, y de María Novoa, con quien tuvo cuatro hijos:
- María Coronel (Sevilla, 1334-Sevilla, 2 de diciembre de 1409),[6] contrajo matrimonio en septiembre de 1350 con Juan de la Cerda,[7] señor del Puerto de Santa María. Fundó el monasterio de Santa Inés en Sevilla, donde se retiró en su viudez;[6]
- Mayor Coronel, esposa de Gómez Carrillo de Quintana, camarero del rey Enrique II de Castilla y beneficiario de varias mercedes.[8]
- Aldonza Coronel, mujer de Álvar Pérez de Guzmán.
- Juan Alfonso Coronel, ya había fallecido en 1366 y sus derechos pasaron a su hermana mayor María.